# Responsabile del trattamento dei dati
Il responsabile del trattamento dei dati, nell'ordinamento giuridico italiano , indica ai sensi dell'art. 4, comma 1, lett. g) del decreto legislativo 30 giugno 2003, n. 196, noto come Codice della privacy, "la persona fisica, giuridica, la pubblica amministrazione e qualsiasi altro ente, associazione od organismo preposti dal titolare del trattamento dei dati personali". ( Il DECRETO LEGISLATIVO 10 agosto 2018, n. 101  ha tuttavia disposto (con l'art. 27, comma 1, lettera a) l'abrogazione dell'art. 4 del dlgs 196/2003)

## Descrizione
Si tratta di una figura che si caratterizza per il carattere facoltativo (art. 29, comma 1). Inoltre, è possibile nominare anche più responsabili (art. 29, comma 3) i quali devono essere considerati, pur ripartendosi i compiti all'interno della stessa titolarità, su un piano di perfetta parità.
Se designato, il soggetto deve essere individuato tra coloro che, per esperienza, capacità ed affidabilità, forniscano idonea garanzia circa il rispetto delle disposizioni vigenti in materia dei dati personali, ivi compreso il profilo della sicurezza (art. 29, comma 2).
L'atto di designazione dovrà essere redatto per iscritto e contenere le istruzioni del Titolare in merito al trattamento dei dati (art. 29, comma 4).
La dottrina è abbastanza concorde nel ritenere che tale soggetto assuma anche i rischi connessi alla gestione dei dati personali e, conseguentemente, la responsabilità per trattamento illecito, nel caso di mancato rispetto delle istruzioni impartite dal Titolare.
La figura del responsabile deve essere indicata anche nella informativa da rendere agli interessati ai sensi dell'art. 13 del Codice. Qualora il Titolare abbia designato più Responsabili, in tale atto dovrà esserne indicato almeno uno, nonché segnalato il sito della rete di comunicazione o le altre modalità attraverso cui può essere rinvenuto l'elenco aggiornato degli stessi.
Il Codice in materia di protezione dei dati personali non prevede la forma scritta per nominare il Responsabile del trattamento.
Viceversa l'incaricato del trattamento deve essere obbligatoriamente nominato nella forma scritta.